# Sonny Bradley
Sonny Bradley, né le 13 septembre 1991 à Kingston upon Hull, est un footballeur anglais qui joue au poste de défenseur central.

## Biographie

### En club
Formé à Hull City, Sonny Bradley ne s'impose pas dans le cadre de son club de naissance, ne jouant que deux fois. Il est prêté aux clubs de divisions inférieures comme Harrogate Town, IK Frej, Aldershot Town.
Le 9 mai 2013, il rejoint Portsmouth.
Le 17 juin 2014, il rejoint Crawley Town.
Le 11 juillet 2016, il rejoint Plymouth Argyle
Le 12 juin 2018, Bradley s'engage pour trois saisons avec Luton Town.
Le 7 juillet 2023, il rejoint Derby County.

## Palmarès

### En club
- Luton Town
  - Champion d'Angleterre de troisième division en 2019.

- Derby County
  - Vice-champion d'Angleterre de troisième division en 2024.

### Distinction individuelle
- Membre de l'équipe type de Football League Two en 2017.